# Лінув (Свентокшиське воєводство)
Лінув (пол. Linów) — село в Польщі, у гміні Завихост Сандомирського повіту Свентокшиського воєводства.
Населення — 579 осіб (2011).
У 1975-1998 роках село належало до Тарнобжезького воєводства.

## Демографія
Демографічна структура на день 31 березня 2011 року:
|          | Загалом | Допрацездатний вік | Працездатний вік | Постпрацездатний вік |
| -------- | ------- | ------------------ | ---------------- | -------------------- |
| Чоловіки | 284     | 46                 | 201              | 37                   |
| Жінки    | 295     | 58                 | 145              | 92                   |
| Разом    | 579     | 104                | 346              | 129                  |